# المعايير الدولية لإعداد التقارير المالية
المعايير الدولية لإعداد التقارير المالية (بالإنجليزية: International Financial Reporting Standards IFRS)‏ هي مجموعة من المعايير المحاسبية وتفسيراتها صادرة عن مجلس معايير المحاسبة الدولية.

## الهدف
تهدف المعايير الدولية إلى تطوير حزمة من المعايير المحاسبية تكون عالية الجودة ومفهومة وقابلة للتطبيق لمساعدة المشاركين في سوق رأس المال العالمي وباقي المستخدمين للقيام بقرارات اقتصادية.

## الاعتماد
تعتمد العديد من دول العالم هذه المعايير حتى أن بعض دول العالم تخلت عن معاييرها واعتمدت المعايير الدولية (بما في ذلك الاتحاد الأوروبي) وذلك لأهميتها في عصر العولمة, كما تجري الآن مباحثات بين مجلس معايير المحاسبة الدولية ومجلس معايير المحاسبة المالية (بالإنكليزية Financial Accounting Standard Board FASB) في الولايات المتحدة لاعتماد معايير المحاسبة الدولية ضمن الولايات المتحدة وتم تكثيف هذه المباحثات بعد الأزمة الاقتصادية العالمية التي بدأت في نهاية الربع الثالث من العام 2008.